# Chrysometa purace
Chrysometa purace là một loài nhện trong họ Tetragnathidae.
Loài này thuộc chi Chrysometa. Chrysometa purace được Herbert W. Levi miêu tả năm 1986.